# Campeonato Santomense de 2011
O Campeonato Santomense de 2011 foi a 26ª edição do Campeonato Santomense de Futebol, competição nacional de São Tomé e Príncipe.
A temporada marcou o retorno da disputa, após seu cancelamento em 2010 e o imbróglio da final de 2009, vencida pela equipa GD Sundy da ilha do Príncipe, a defensora do título nesta nova edição.
O campeão do torneio foi o Sporting Clube do Príncipe, que venceu o Vitória FC na disputa final por 2 a 1, garantindo o sexto título nacional para um time da Ilha do Príncipe, e o segundo consecutivo.